# Živko Ključe
Živko Ključe (Podgradina pokraj Opuzena, 30. travnja 1955.), hrvatski kontrabasist, melograf, pedagog i skladatelj.

## Biografija
Diplomirao je kontrabas na gudačkom odsjeku Muzičke akademije u Sarajevu u klasi Josipa Novosela (1981.) i kompoziciju u klasi Anđelke Bego-Šimunić i Ališera Sijarića (2009.). Po završetku prvog studija postaje vođa kontrabasa Simfonijskog orkestra u Mostaru, kojeg je i ravnatelj od 1998. do 2007. godine. Surađuje i s Gradskim orkestrom u Dubrovniku te Operom Hrvatskog narodnog kazališta u Splitu. Utemeljitelj je Gudačkog kvinteta u Mostaru, a posvećuje se i pedagoškoj djelatnosti u mostarskoj Muzičkoj školi. Ulaže napore oko očuvanja glazbene baštine doline Neretve, prikupljajući i zapisujući stare napjeve, kako svjetovne tako i crkvene. Rezultat toga rada tiskana je Zbirka obrađenih zapisa Stare pisme s ušća Neretve (KUD Metković), a objavio je i notno izdanje s vlastitim skladbama pod nazivom Moja ispovid. Također je objavio notnu zbirku marijanskih skladbi i napjeva Majci Božjoj, Kraljici  Hrvata. Umjetnički je voditelj i osnivač nekoliko klapa (Mostar, Poletarci, Narona, Bevanda, Dobrkovići, Diva, Ar'ja). Kao skladatelj višestruko je nagrađivan na Festivalu dalmatinskih klapa u Omišu (zlatna, srebrna i brončana plaketa) te na festivalu Klape Gospi Sinjskoj (zlatna, srebrna i brončana statua Gospe Sinjske). Dobitnik je Nagrade Grada Opuzena za promicanje glazbe i pedagošku djelatnost.
Iz skladateljskog opusa osobito mu se ističu Misa opuzenska za muški zbor a cappella, prema  motivima pučkoga i glagoljaškoga pjevanja koja je doživjela i tiskano izdanje kao glazbeno-likovna mapa, Pokoj vični  za mješoviti zbor, orgulje, tri trombona i udaraljke (isto djelo posvećeno je Blaženim Drinskim Mučenicama, a osvojilo je treću nagradu na natječaju Pasionska baština), Gudački kvartet br. 1, Passacaglia  za puhački kvintet, SonSt  za violinu i glasovir, Tema s varijacijama za glasovir, Pjesma bez riječi za kontrabas i glasovir, Nerenta alla barocco za solo čembalo ili glasovir te Fantazija za komorni simfonijski orkestar. Član je više glazbenih strukovnih udruga (Hrvatsko društvo skladatelja, Muzikološko društvo Federacije Bosne i Hercegovine, Hrvatska udruga orkestralnih i komornih umjetnika, Hrvatski glazbeni zavod, Društvo prijatelja glagoljice, Matica Hrvatska, Zaklada Delmata, HAZU BiH).
Za zbirku melografskih zapisa napjeva Stare pisme s ušća Neretve nagrađen je Nagradom Franjo Ksaver Kuhač za autorsko stvaralaštvo na temeljima tradicijske glazbe za 2015. godinu. Za izniman i kreativan stvaralački opus u području glazbene umjetnosti, pedagoški rad s mladima i očuvanje hrvatske glazbene baštine prigodom obilježavanja Dana državnosti 2019. odlikovan je Redom Danice hrvatske s likom Marka Marulića. 

## Popis djela (izbor)
- Zvjezdana noć za glas i orkestar (1995.)
- Misa (Opuzenska) a cappella po motivima pučkog i glagoljaškog pjevanja za muški zbor (1996.)
- Tema s varijacijama za glasovir (2006.)
- SS za violinu i glasovir (2007.)
- 1. gudački kvartet (2008.)
- Passacaglia za puhački kvintet (2008.)
- Narenta ala baroco za glasovir/čembalo (2008.)
- Fantazija za komorni simfonijski orkestar	(2009.)[2]